# Monocle

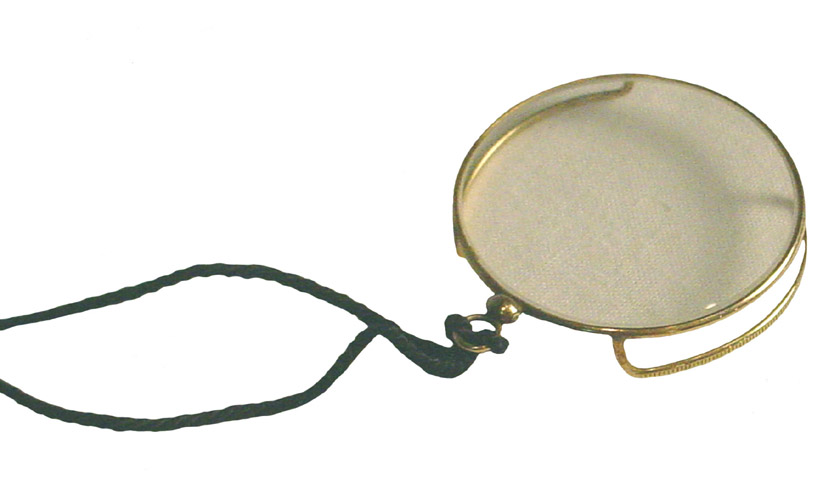
Monocle d'or placat de principis del segle XX

Un monocle és un tipus de lent correctiva usada per ajustar la visió en un sol ull, que consisteix en un vidre circular amb certa graduació. En molts casos emmarcat per un anell metàl·lic que té una cadeneta o cordó amb el qual es pot subjectar a algun lloc (p.e. la roba) per tal d'evitar-ne la pèrdua.
L'antiquari Philipp von Stosch, cap al 1720 a Itàlia, usava un monocle per examinar de prop gravats i antics camafeus, però aquest element no va esdevenir un article incorporat al vestuari masculí fins entrat el segle xx. El seu precursor immediat va ser el quizzing-glass dels dandis de la dècada de 1790, el qual posseïa una muntura amb mànec-generalment ornada-i se subjectava enfront de l'ull a manera de lupa o com els petits prismàtics per a teatre.

## Estils
Hi ha tres estils de monocle. El primer consisteix en un simple anell de metall amb una lent que s'ajusta a l'òrbita de l'ull. Aquest va ser el monocle usat a Anglaterra a partir de la dècada de 1830. El segon estil, desenvolupat en la dècada de 1890, va ser encara més elaborat. En aquest cas, el marc posseïa una extensió anomenada galeria, la qual, en allunyar la lent de l'ull, ajudava que les pestanyes no poguessin fregar-lo. Aquest tipus de monocle de vegades es feia a la mesura de l'ull, per la qual cosa era bastant costós. El tercer estil de monocle és sense marc. Va ser dissenyat com una peça de vidre amb una vora serrada per proporcionar una bona subjecció. De vegades se li agregava una perforació en un dels costats per passar un cordó, encara que en general, la majoria dels monocles d'aquest tipus s'usaven sense cap sustentació. Aquest estil va ser popular en els començaments del segle xx, perquè podien ser tallats per ajustar-se a qualsevol forma d'òrbita de l'ull de forma barata, sense el cost d'un marc adaptat.
Els monocles no eren incòmodes com de vegades es creu; adaptats en forma convenient, s'usaven sense esforç. Per això, les classes benestants usaven monocles fets a mida i que necessitaven ajustos al llarg de la seva vida útil. L'opinió popular era (i segueix sent) que un monocle podia caure fàcilment amb una expressió facial inesperada. Això va ser summament explotat en les comèdies: l'elegant cavaller que s'espanta o sorprèn i el seu monocle que cau a terra o dins de la seva copa.

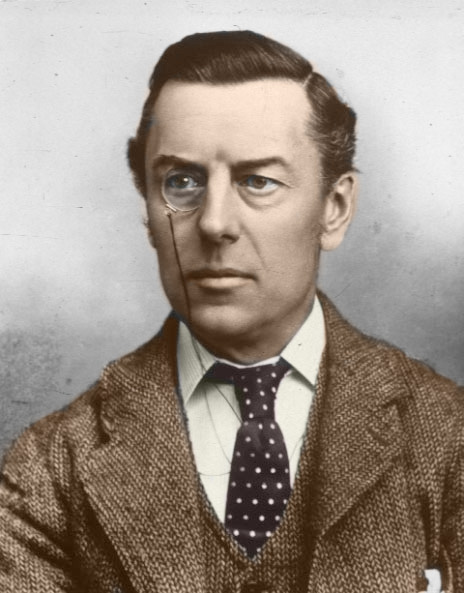
Joseph Chamberlain fent servir un monocle.

## Usuaris de monocle
El monocle va estar generalment associat a homes rics pertanyents a la classe alta. Combinat amb un frac i un barret de copa, completava el vestit de l'estereotip del capitalista de finals del segle xix. Els monocles van estar també associats als militars alemanys d'aquest període fins a la Primera Guerra mundial. En nombroses pel·lícules i imatges apareix el típic militar alemany examinant els plànols del camp de batalla amb el seu corresponent monocle. Molts oficials alemanys -alguns participants en les dues guerres mundials- com ara Erich Ludendorff, Walter von Reichenau, Hans von Seeckt, Wilhelm Keitel o Hugo Sperrle, efectivament els van usar.
Els monocles van tenir el seu apogeu a finals del segle xix i van desaparèixer en gran part a causa dels avenços en optometria, els quals van permetre una major mesura de l'error de refracció, per la qual cosa les lents i lents de contacte poden ser prescrites amb diferents graduacions en cada ull. També va ser a causa d'una reacció contra els estereotips que arribaven a associar-se amb ells.
Algunes figures famoses que van usar un monocle inclouen als polítics britànics Joseph Chamberlain, el seu fill Austen Chamberlain i Henry Chaplin; també el nacionalista musulmà Mohammad Ali Jinnah, el president portuguès António de Spínola, els directors de cinema Fritz Lang i Erich von Stroheim, el prominent escriptor portuguès José María Eça de Queiroz, l'actor Conrad Veidt, els dadaistes Tristan Tzara i Raoul Hausmann, el col·laboracionista polític francès Louis Darquier de Pellepoix, el criminal anglès Percy Toplis, l'esoterista i ideòleg de la dreta italiana Julius Evola, el poeta Lord Tennyson, el diplomàtic britànic Christopher Ewart-Biggs-qui usava un monocle amb vidre fosc col·locat sobre un ull de vidre-; l'actor Ralph Lynn, el cantant líric Richard Tauber-qui ho usava per dissimular el seu estrabisme-, entre d'altres. D'altra banda, la filòsofa i teòloga Elizabeth Anscombe va ser una de les poques dones notables que ocasionalment va usar un monocle. [1] Entre els famosos usuaris d'avui dia s'inclouen l'astrònom Sir Patrick Moore, l'excèntric exboxejador Chris Eubank i el rei Taufa'ahau Tupou V de Tonga.
El monocle forma part de la indumentària distintiva d'almenys tres dels personatges de les operetes victorianes de Gilbert & Sullivan: el Major-General Stanley a Els pirates de Penzance, Sir Joseph Porter a HMS Pinafore, i Reginald Bunthorne a Patience, i el mateix compositor Arthur Sullivan n'usava un. En les diferents produccions de les operetes del duo anglès, és comú veure altres personatges portant monocles. Altres usuaris famosos de ficció són Wilkins Micawber (en David Copperfield de Charles Dickens), Mr Peanut (el maní-aristòcrata de Krafts Foods), el ninot Charlie McCarthy del famós ventríloc nord-americà Edgar Bergen. També l'enemic de Batman: El Pingüí, el Coronel Klink (personatge de la sitcom Hogan's Heroes) interpretat per l'actor Werner Klemperer, qui una vegada comentar que sostenia el seu monocle amb cola, la majoria de les encarnacions del Coronel Moustard del joc Cluedo/Clue, Forte Stollen de l'anime Galaxy Angel, i el personatge Cho Hakkai de l'anime Saiyuki. El fictici Lord Peter Wimsey, un detectiu amateur de classe alta, creat per la traductora i escriptora de novel·les policials Dorothy Sayers, posseïa un conjunt d'eines de detecció disfressades com a accessoris de cavaller, que incloïen una poderosa lupa oculta sota l'aparença d'un monocle. El dolent de les historietes DC, Monocle, és un òptic que crea un monocle que pot emetre raigs destructius, d'aquí el motiu del seu nom. Amelia Bones s'observa Harry Potter a través d'un monocle a Harry Potter i l'Orde del Fènix. Existeixen molts més personatges històrics i de ficció que van portar o van utilitzar aquest gadget, els esmentats ho són només a tall d'exemple.